# Scotophilus marovaza
Scotophilus marovaza är en fladdermus i familjen läderlappar som förekommer på Madagaskar.

## Utseende
Arten blir med svans 10,0 till 11,3 cm lång och svanslängden är 3,8 till 4,5 cm. Den har 4,1 till 4,5 cm långa underarmar och 1,3 till 1,5 cm stora öron. Vikten varierar mellan 12,5 och 16,8 g. Pälsen på ovansidan bildas av rödbruna hår och några hår har ljusare spetsar. En längsgående mörkare strimma på ryggens mitt kan finnas. Undersidan är täckt av gulbrun päls. Scotophilus marovaza har mörkbruna till svartbruna vingar och en lika färgad svansflyghud. Kännetecknande är artens långsmala tragus i örat som är formad som en skära. Arten har markanta ögonbryn. Ingen annan art av samma släkte har en rödbrun ovansida tillsammans med en gulbrun undersida.

## Utbredning och ekologi
Denna fladdermus förekommer på nordvästra Madagaskar i låglandet och i kulliga områden upp till 200 meter över havet. Individerna vilar bland stora blad av palmen Bismarckia nobilis och troligen av andra palmer. Sovande exemplar hittades även i tak som är täckta med palmblad. Kring viloplatserna hittas savanner och lövfällande skogar. Det är oklart om Scotophilus marovaza söker sin föda där eller om den utför vandringar.
Vid ett tillfälle upptäcktes tre exemplar vid samma sovplats. Arten har liksom andra släktmedlemmar en påfallande lukt som påminner om mysk.

## Bevarandestatus
För beståndet är inga hot kända. Arten kan anpassa sig till landskapsförändringar och den besöker människans samhällen. IUCN listar Scotophilus marovaza som livskraftig (LC).